# Dannebrog (Nebraska)
Pour les articles homonymes, voir Dannebrog.
Le village de Dannebrog est situé dans le comté de Howard, dans l’État du Nebraska, aux États-Unis. Sa population s’élevait à 303 habitants lors du recensement de 2010, estimée à 301 habitants en 2016.

## Histoire
Des Danois venus de Milwaukee, dans le Wisconsin, ont été les premiers à s’établir à cet endroit, Le toponyme « Dannebrog » est le nom en danois du drapeau du Danemark.
Le chemin a été prolongé jusqu’à Dannebrog en 1886.

## Source
- (en) Cet article est partiellement ou en totalité issu de l’article de Wikipédia en anglais intitulé « Dannebrog, Nebraska » (voir la liste des auteurs).

1. ↑  Burr, George L., History of Hamilton and Clay Counties, Nebraska, Volume 1, S.J. Clarke Publishing Company, 1921, 120 p. (lire en ligne).
2. ↑  Gannett, Henry, The Origin of Certain Place Names in the United States, Govt. Print. Off., 1905, 99 p. (lire en ligne)
3. ↑  .Federal Writers' Project, Origin of Nebraska place names, Lincoln, NE, Works Progress Administration, 1938 (lire en ligne), p. 9.
4. ↑  « Dannebrog, Howard County », Center for Advanced Land Management Information Technologies, University of Nebraska (consulté le 13 août 2014).